# Tour Piccolomini (Pescina)
La tour Piccolomini est une tour située dans la ville de Pescina, province de L'Aquila, dans les Abruzzes en Italie.